# Robert Wilkowiecki
Robert Wilkowiecki (* 7. Juli 1994) ist ein polnischer Triathlet und wurde 2022 Ironman-Vize-Europameister.

## Werdegang
Robert Wilkowiecki wurde 2020 Dritter bei der polnischen Meisterschaft auf der Triathlon-Sprintdistanz.

2019 startete er erstmals auf der Ironman-Distanz (3,86 km Schwimmen, 180,2 km Radfahren und 42,195 km Laufen) im spanischen Calella und wurde Achter beim Ironman Barcelona.
Im November 2021 verpasste er auf der Langdistanz nur knapp die Podestplätze und wurde Dritter beim Ironman Mexico – 29 Sekunden hinter dem Drittplatzierten, dem Deutschen Paul Schuster. Er trug sich als schnellster polnischer Athlet in der Bestenliste der Triathleten auf der Ironman-Distanz ein, allerdings werden die Ergebnisse dieses Rennens aufgrund der Strömungsverhältnisse beim Schwimmen vielerorts in Frage gestellt.

### Vize-Europameister Ironman 2022
Im Juni 2022 gewann er auf der Triathlon-Mitteldistanz (1,9 km Schwimmen, 90 km Radfahren und 21,1 km Laufen) den Ironman 70.3 Warschau. Ebenfalls im Juni wurde der 27-Jährige Zweiter bei den Ironman European Championships in Frankfurt am Main und damit Vize-Europameister hinter dem Franzosen Denis Chevrot.
Im April 2023 wurde er nach 07:45:03 h Zweiter im Ironman Texas hinter dem US-Amerikaner Rodolphe Von Berg.
Robert Wilkowiecki lebt in Breslau.

## Sportliche Erfolge
| Datum/Jahr    | Rang | Wettbewerb                                  | Austragungsort  | Zeit     | Bemerkung |
| ------------- | ---- | ------------------------------------------- | --------------- | -------- | --------- |
| 3. Juli 2021  | 7    | POL Triathlon National Championships        | Susz            | 01:58:30 |           |
| 16. Aug. 2020 | 5    | POL Triathlon National Championships        | Białystok       | 01:53:06 |           |
| 25. Juli 2020 | 3    | POL Sprint Triathlon National Championships | Rawa Mazowiecka | 00:58:56 |           |
| 13. Aug. 2017 | 10   | POL Triathlon National Championships        | Chodzież        | 01:54:03 |           |

| Datum/Jahr    | Rang | Wettbewerb                    | Austragungsort    | Zeit     | Bemerkung                                 |
| ------------- | ---- | ----------------------------- | ----------------- | -------- | ----------------------------------------- |
| 11. Juni 2023 | 3    | Ironman 70.3 Warschau         | Warschau          |          |                                           |
| 22. Mai 2022  | 3    | Ironman Mexico                | Cozumel           | 06:54:27 | das Schwimmen wurde abgesagt              |
| 22. Apr. 2023 | 2    | Ironman Texas                 | The Woodlands     | 07:45:03 |                                           |
| 4. Sep. 2022  | 1    | Ironman 70.3 Poznań           | Posen             | 03:43:27 | Sieger der Erstaustragung                 |
| 26. Juni 2022 | 2    | Ironman European Championship | Frankfurt am Main | 07:56:32 | beim Ironman Germany                      |
| 12. Juni 2022 | 1    | Ironman 70.3 Warschau         | Warschau          | 03:38:43 | [ 3 ]                                     |
| 21. Nov. 2021 | 4    | Ironman Mexico                | Cozumel           | 07:42:02 | extreme Strömung beim Schwimmen           |
| 8. Aug. 2021  | 34   | Ironman 70.3 Gdynia           | Gdynia            | 04:26:30 |                                           |
| 6. Okt. 2019  | 8    | Ironman Barcelona             | Calella           | 08:06:45 | beim ersten Start auf der Ironman-Distanz |

(DNF – Did Not Finish)